# Comuna Schitu Golești, Argeș
Schitu Golești este o comună în județul Argeș, Muntenia, România, formată din satele Burnești, Costiță, Lăzărești, Loturi, Schitu Golești (reședința) și Valea Pechii.

## Așezare
Comuna se află în nord-estul județului, pe malurile râului Târgului. Este străbătută de șoseaua națională DN73, care leagă Piteștiul de Brașov. La Schitu Golești, din această șosea se ramifică drumul național DN73C, care duce la Curtea de Argeș. La Lăzărești, puțin mai la sud, se ramifică din DN73 șoseaua județeană DJ732C, care duce spre vest la Godeni (unde se intersectează cu DN73C), și apoi spre nord la Bughea de Jos și Câmpulung (unde se termină tot în DN73). La nord de Schitu Golești, tot din DN73 se ramifică șoseaua județeană DJ738, care duce spre est și sud la Poienarii de Muscel și Mihăești (unde se termină tot în DN73).
Prin comună trece și calea ferată Golești–Câmpulung–Parcul Krețulescu, pe care este deservită de stația Schitu Golești.

## Istorie
La sfârșitul secolului al XIX-lea, comuna făcea parte din plaiul Nucșoara al județului Muscel și era formată din satele Valea Buții, Valea Pechii, Lăzărești și Burnești, având în total 1425 de locuitori. În comună funcționau două biserici și o școală. Anuarul Socec din 1924 o consemnează în plasa Râuri a aceluiași județ, cu 2766 de locuitori în satele Lăzărești, Schitu Golești și Capu Piscului.
În 1950, a fost arondată raionului Muscel din regiunea Argeș, iar în 1968, a trecut la județul Argeș.

## Monumente istorice
În comuna Schitu Golești se află două monumente istorice de interes național. Unul este monumentul istoric de arhitectură schitul Golești (1676) din localitatea Valea Pechii nr. 23, având codul AG-II-a-A-13841— ansamblu alcătuit din biserica „Sf. Trei Ierarhi” (1676), cod AG-II-m-A-13841.01; chilii (1676), cod AG-II-m-A-13841.02; clopotniță (1676), cod AG-II-m-A-13841.03 și zid de incintă (1676), AG-II-m-A-13841.04. 
Altul este monumentul memorial sau funerar reprezentat de o cruce de piatră datând din perioada 1632–1654 și aflată în grădina lui Boghez Gh. Ion (nr. 477) din Lăzărești. Codul acestui monument este  AG-IV-m-A-13968.
În rest, un singur obiectiv din comună este inclus în lista monumentelor istorice din județul Argeș ca monument de interes local: monumentul istoric de arhitectură casa Virgil Andreescu din Schitu Golești nr.73, datând din 1890, clasificat cu codul AG-II-m-B-13788 .

## Demografie
Componența etnică a comunei Schitu Golești
     Români (86,14%)
     Romi (8,03%)
     Alte etnii (0,04%)
     Necunoscută (5,79%)
Componența confesională a comunei Schitu Golești
     Ortodocși (84,63%)
     Creștini după evanghelie (3,82%)
     Penticostali (3,05%)
     Creștini de rit vechi (1%)
     Alte religii (1,26%)
     Necunoscută (6,24%)
Conform recensământului efectuat în 2021, populația comunei Schitu Golești se ridică la 4.683 de locuitori, în creștere față de recensământul anterior din 2011, când fuseseră înregistrați 4.679 de locuitori. Majoritatea locuitorilor sunt români (86,14%), cu o minoritate de romi (8,03%), iar pentru 5,79% nu se cunoaște apartenența etnică. Din punct de vedere confesional, majoritatea locuitorilor sunt ortodocși (84,63%), cu minorități de creștini după evanghelie (3,82%), penticostali (3,05%) și creștini de rit vechi (1%), iar pentru 6,24% nu se cunoaște apartenența confesională.

## Politică și administrație
Comuna Schitu Golești este administrată de un primar și un consiliu local compus din 15 consilieri. Primarul, Vasile Tudorel Miriță[*], de la Partidul Național Liberal, este în funcție din 2016. Începând cu alegerile locale din 2024, consiliul local are următoarea componență pe partide politice:
|  | Partid                          | Consilieri | Componența Consiliului | Componența Consiliului | Componența Consiliului | Componența Consiliului | Componența Consiliului | Componența Consiliului | Componența Consiliului | Componența Consiliului |
|  | ------------------------------- | ---------- | ---------------------- | ---------------------- | ---------------------- | ---------------------- | ---------------------- | ---------------------- | ---------------------- | ---------------------- |
|  | Partidul Național Liberal       | 8          |                        |                        |                        |                        |                        |                        |                        |                        |
|  | Partidul Social Democrat        | 3          |                        |                        |                        |                        |                        |                        |                        |                        |
|  | Alianța pentru Unirea Românilor | 2          |                        |                        |                        |                        |                        |                        |                        |                        |
|  | Alianța Dreapta Unită           | 2          |                        |                        |                        |                        |                        |                        |                        |                        |

## Condiții naturale

### Generalități
Comuna Schitu Golești dispune de condiții naturale variate și echilibrate. Din  punctul de vedere al reliefului ea este la adăpost din calea viscolului și a altor fenomene naturale iar din punctul de vedere al agriculturii, pe lângă coline împădurite, aici există livezi și suprafețe arabile.
Ca o notă distinctivă, Satul Lăzărești se află de-a lungul meridianului de 25o longitudine estică. Altitudinea  minimă a comunei este de 420 m în partea sudică iar cea maximă de 868 m la Râpa Roșie.
Suprafața totală de  25,8 km 2 se desfășoară pe o lungime de 11 km, comuna fiind străbătută de Râul Târgului și de Râul Bughea.
Vecinii sunt: la nord  Câmpulung, la est Poienarii de Muscel, la sud Mihăești, și la vest Godeni . 
Schitu Golești se află  în zona Subcarpaților Meridionali (Getici), subregiune numită de către localnici Muscel datorită  dealurilor înalte, orientate în direcția nord-sud  numite muscele . 

### Particularități zonale
Aproximativ jumătate din suprafața comunei (care s-a restrâns în favoarea Câmpulungului) aparține masivului deluros Râpa Roșie, existența locuințelor nefiind  posibilă aici. Doar la poale sunt satele Valea Pechii și Burnești.  Cu toate acestea, densitatea populației în comună este de 2 ori mai mare decât media pe țară .
Cele mai căutate sate pentru stabilirea domiciliului sunt Schitu Golești și Lăzărești pentru că se află de o parte și de alta a drumului național.
Ca urmare a recensământului din anul 2002, populația tânără până la 24 de ani era de 48,7 % , iar populația îmbătrânită, peste 60 de ani de doar 14,2 %. Mobilitatea populației se datorează în special fenomenului de navetism către zonele mai dezvoltate economic .

### Resurse de apă
Întreg teritoriul comunei Schitu Golești se află în bazinul hidrografic al Râului Târgului care izvorăște din munții Iezer-Păpușa și are un debit mare ocupând locul al treilea în sistemul râului Argeș cu toate că este abia al unsprezecelea ca lungime. La Piscani se varsă în Râul Doamnei .
Din sistemul energetic românesc fac parte și  trei hidrocentrale de pe Râul Târgului, la Lerești, Voinești și Schitu Golești .
Rețeaua hidrografică subterană este foarte bogată, izvoarele sunt numeroase și apar cu ușurință, numărul fântânilor este mare. Un impediment pentru menținerea lor l-a constituit dezvoltarea  lucrărilor miniere care au dus la scăderea nivelului freatic pentru că apa s-a scurs în  puțurile miniere.

### Clima
Comuna se află în zona temperat continentală și face parte  din  tipul climatic al dealurilor și podișurilor înalte cu o temperatură medie anuală care se situează în jurul valorii de 9 0C.
Masivul deluros Râpa Roșie la adăpostul căruia s-au dezvoltat satele comunei constituie un fel de  barieră naturală în fața intemperiilor. 

### Flora și fauna
Sunt caracteristice perimetrului geografic în care se află Schitu Golești. Pădurile de foioase  sunt constituite din fag, stejar, carpen, plop, frasin și puține conifere iar pe luncile râurilor cresc arinul, salcâmul, cătina, murul și zmeurul.
Din primăvară până în toamnă în Schitu Golești cresc numeroase tipuri de flori: ghiocei, brebenei, brândușe, viorele, margarete, garofițe, clopoței, cicoare, trifoi, plante medicinale. Pădurile de fag adăpostesc  mușchi și ciuperci comestibile.
Fauna de pădure este reprezentată de speciile comune zonelor deluroase: lupul, vulpea, porcul mistreț, viezurele, ariciul, dihorul, căprioarele, iepurii.

## Etimologie
Numele Schitu Golești provine de la schitul de călugări și de la boierii Golești care au avut pământuri în această zonă .  
Satul Valea Pechii își trage denumirea de la valea care se numește astfel. Ea este despărțită de Valea Buții prin Râul Târgului. Trenul care leagă orașul Câmpulung de comună trece prin acest sat .
Satul Lăzărești poartă numele de la  apelativul Laz care înseamnă teren desfășurat. Este satul cu populația cea mai numeroasă, 36%, din  comună. Prin comparație, satul Burnești are doar  0,2% din populația comunei.
Satul Costiță, diminutiv de la coastă, se numește astfel deoarece se află pe o pantă abruptă.
Satul Loturi  a primit denumirea ca urmare a împroprietăririi din perioada 1891-1895 în urma căreia țăranilor li s-au pus la îndemână bucăți de pământ distincte, numite loturi . 

## Spiritualitate

### Bisericile

#### Biserica „Sf. Trei Ierarhi”-Valea Pechii
Cel mai vechi lăcaș de cult de  pe teritoriul actualei comune Schitu Golești este biserica schitului ctitorit în anul 1676 (v. Monumente istorice) de către episcopul Grigore al Buzăului și închinat ca  metoh (o mănăstire mai mică subordonată administrativ uneia mai mari) mănăstirii Câmpulung . 
Ulterior, episcopul a renunțat la această decizie,  fiind căzut în lipsă din cauza neîngrijirii den partea acestei mănăstiri . Așezământul a reușit să supraviețuiască pentru că atât Grigore cât și cei doi fii ai săi, preoții Nicolae și Ion au cumpărat mai multe bucăți de pământ din  satul vecin, Poenari și le-au dăruit  schitului .
Grigore, episcopul Buzăului, fusese inițial preot de mir, ulterior călugărit la mănăstirea Câmpulung, după moartea soției sale. Așa se face că, atunci când a avut posibilitatea, a construit acel schit lângă Câmpulung, în amintirea primirii sale în cinul monahal .
Zona în care s-a făcut construcția aparținea Grădiștei de Jos. Parte a moșiei Grădiștea, Grădiștea de Jos, a avut stabilit hotarul cu ocazia măsurătorii din 8 noiembrie 1700. Cealaltă zonă a moșiei, Grădiștea de Sus, apare în documente pentru prima oară la 25 iulie 1526, când domnitorul Radu-voievod recunoaște stăpânirea lui Manea și a fratelui său, Crăciun peste aceste locuri. Din cărțile domnești emise în anii 1527, 1574, 1597, 1599, 1608, 1628, 1630, 1632 și 1640  aflăm numele tuturor proprietarilor pe parcursul a 114 ani. De remarcat este faptul că din suprafața Grădiștei de 6900 pogoane (1 pogon =1/2 ha),  Schitu Golești deținea doar 434 de pogoane.
În anul 1648, cu 28 de ani înainte de ctitoria episcopului Grigore, întreaga moșie Grădiștea a fost cumpărată de către Melchisedec, egumenul mănăstirii Câmpulung.
La începutul secolului al XIX-lea, în anul 1802 schitul  a devenit biserică de mir având hramul Sf. Trei Ierarhi .
Biserica a necesitat  reparații în anii 1877 și 1889 când a primit un nou pronaos și în perioada 1924-1936 când a fost mărită cu un pridvor. Se păstrează  catapeteasma originară, din lemn sculptat . 
În cele câteva sute de ani, biserica a fost pictată de mai multe ori. Pentru prima oară, pictura a fost realizată de către Mihail Monahul și Marin zugravul. A urmat o alta, între anii 1809-1810 sub semnătura lui Costandin Zugravu.  În anul 1834  suprafața a necesitat o repictare în ulei. Pictorul Gheorghe I. Manu a semnat o a patra intervenție în anul 1936. Restaurarea din anul 1991 a fost executată de către pictorul Dumitru Păltineanu-Tecuci.
În acest lăcaș se păstrează icoane pe lemn, datate  la 1685. 
Biserica a intrat în atenția specialiștilor abia în secolul al-XX-lea, când Dimitrie Onciul și Virgil Drăghiceanu au realizat prima descriere a sa în anul 1910. În perimetrul lăcașului de cult ei au descoperit și o piatră de mormânt din anul 1575, ceea ce i-a determinat  să creadă că episcopul Grigorie a ridicat schitul pe locul unei biserici mai vechi  .
Biserica „Adormirea Maicii Domnului” și „Sfântul Mucenic Dimitrie” – Lăzăresti
Prima biserică a fost ridicată în Lăzărești prin contribuția întregii comunități, la inițiativa preotului Nicolae Dragomirescu între anii 1889-1892. Construcția a fost făcută de „Dincă Zidaru cu toți țiganii lui”, iar pictura a fost semnată de Iancu Cazan și tatăl său, Petre Cazan, toți din Câmpulung. Lăcașul a necesitat o renovare în perioada 1975-1980 când pictura a fost  restaurată de către Oscar Ionescu . 
Biserica „Sfinții Împărați Constantin și Elena” – Lăzărești
Construcția bisericii a început în luna mai a anului 2009 dintr-o nevoie practică, legată de lipsa unui așezământ între Lăzărești și zona Apa Sărată. Primăria Schitu-Golești a concesionat o suprafață de teren acestui scop iar enoriașii au participat atât financiar cât și prin ore de muncă la ridicarea așezământului după planurile puse la dispoziție de Arhiepiscopia Argeșului și Muscelului.
Biserica „Adormirea Maicii Domnului” – Loturi
Satul Loturi are o biserică ridicată între anii 2002-2007. Purtând hramul „Adormirea Maicii Domnului”, edificiul a fost construit „de către Elena și Paul Iancu cu fiii săi” . 

### Cultura populară

#### Arhitectura
În trecut, majoritatea  caselor erau monocelulare, adică erau compuse dintr-o singură încăpere. Pe parcursul Evului Mediu, au apărut casele cu două camere; cea mai mică era folosită pentru locuit și pentru prepararea hranei, iar în cea de-a doua numită casa mare se păstrau  lucrurile de valoare, și se primeau oaspeții. Unele case aveau și între cele 2 camere un antreu care se numea tindă. Materialul de construcție erau bârnele de lemn, acoperișul era făcut din șiță, iar mai târziu din șindrilă, casa a fost mărită ulterior cu un pridvor care se numea sală sau prispă. Din camera mică, se ajungea direct în podul casei unde se păstrau alimentele.
Salteaua și pernele erau umplute cu paie, fețe pernelor erau din bumbac, in sau cânepă, provenite din industria casnică. În loc de pardoseală, se folosea pământ bătut. Camerele erau vopsite cu diverse modele florale sau geometrice, covoarele erau înflorate .
Gospodăria era  împrejmuită cu garduri din lemn, iar oamenii înstăriți construiau anexe pentru adăpostul animalelor, al furajelor, pentru căruță și diverse unelte agricole.
După anul 1950,  condițiile de locuit s-au schimbat simțitor în primul rând  pentru mineri. A fost construit Orășelul minier și a fost normalizată activitatea culturală.
Calitatea vieții a fost îmbunătățită considerabil în ultimii zeci de ani, locuitorii au case cu mai multe camere, apă curentă, lumină electrică, instalații moderne de încălzit, baie, televiziune prin cablu . 

#### Tradiții și obiceiuri
Manifestările la care participă majoritatea localnicilor au legătură în special cu fenomenul religios și cu agricultura.
Ajunul Crăciunului este considerată prima din ciclul sărbătorilor de iarnă, sărbători care se încheie cu  Sf. Ion din 7 ianuarie.
Crăciunul sau Nașterea Domnului (25 decembrie) și Anul Nou cuprind manifestări folclorice: colindul, plugușorul și sorcova. La colindat, participă atât copiii cât și adolescenții și adulții.
De Anul Nou, cei mici merg cu plugușorul și cu sorcova. Pe 7 ianuarie, băieții tineri colindă pe la casele pe unde se află sărbătoriții cu numele de Ion și după ce le urează cele bune, îi aruncă în sus de câteva ori și îi stropesc cu aghiasmă în semn de belșug.
Primăvara, la sărbătoarea Floriilor (duminica de dinainte de Sf. Paști sau Învierea Domnului) sunt serbați toți cei care poartă numele de Florea precum și cei care au nume de flori. Prin tradiție, creștinii merg la biserică cu mlădițe de salcie și flori. De Sf. Paști, cea mai mare sărbătoare creștină, localnicii vopsesc ouă, folosind în special plante.
În ajunul zilei de  Sf. Gheorghe (23 aprilie), există obiceiul de a se utiliza ramuri de fag care se așează la porți ori la ferestrele caselor și ale grajdurilor, pentru ca  după trecerea sărbătorii să se înfigă în grădina unde cresc legumele pentru fertilitate.
De Rusalii (a cincizecea zi de la Paști) sau Moșii de vară,  se împart pentru sufletele morților străchini, căni și oale, mai ales din ceramică. Cuvântul moși este de origine geto-dacă de unde concluzia că obiceiul este mult mai vechi, î.Hr.
Sânzienele sau Drăgaica de pe 24 iunie este sărbătoarea tinerelor fete care respectă mai multe obiceiuri. Decuseară, ele își pun sub perne flori de sânziene în speranța că își vor visa viitorul soț. A doua zi,  înainte de răsăritul soarelui se spală pe față cu rouă, apoi își fac coronițe din flori, se împodobesc la brâu tot cu flori, se întâlnesc cu fete și băieți de seama lor și sunt vesele toată ziua.
De ziua Sf. Ilie, 20 iulie, are loc la Câmpulung un târg ce se numește Zborul Sfântului Ilie și care se termină de  Sf. Pantelimon, pe 27 iulie când, cu această ocazie, romii merg la târg să-și cumpere neveste și se organizează târgul de cai.
Pe 6 august are loc o sărbătoare religioasă foarte importantă, Schimbarea la față, aleasă de către  minerii din bazinul carbonifer Schitu Golești ca zi ocrotitoare. Cu această ocazie, au loc mai multe spectacole folclorice cu dansuri populare, cântece și recitări.
Adormirea Maicii Domnului sau Sf. Maria Mare celebrată la 15 august, este ziua în care în comuna vecină, Vlădești, are loc un târg anual, ocazie cu care se vând vase ceramice și diverse produse agroalimentare.
Sf . Dumitru, 26 octombrie, este o zi încărcată de semnificații pentru locuitorii din Schitul Golești. Este ziua patronului spiritual al comunei când are loc întâlnirea cu fiii satului . În cinstea acestui eveniment,  primarul ține un discurs, are loc un tedeum religios în fața monumentului eroilor, se organizează concursuri de cântece și dansuri populare sau cu altă tematică, programe artistice susținute de elevii școlilor din comună și întreceri sportive.
Pe de altă parte, sărbătoarea religioasă a dat obiceiul tradițional numit Focul lui Sumedru. Focul are loc seara în ajun și are ca scop celebrarea sfârșitului toamnei. El este realizat din vegetale de pe câmp, crengi uscate, paie și anvelope de cauciuc pe care copiii le pun la intersecții de drumuri și după ce dau foc grămezii, strigă: Hai la focu lui Sumedru /C-a mâncat lupu iedul.
Copiii primesc covrigi și mere de la femeile care vin cu coșurile pline de merinde . 

#### Costumul popular
Altădată obligatoriu în viața de zi cu zi,  astăzi costumul popular este o piesă de mândrie națională datorită ornamenției florale, elementelor geometrice și coloritului, folosit doar cu ocazia sărbătorilor.
Costumul femeiesc se compune din marama din borangic pe cap, ie și fotă, iar cel bărbătesc din cămașă de pânză țesută în casă și cioareci (pantaloni țărănești strânși pe picior).
Costumul național cu specific muscelean, caracteristic și locuitorilor din Schitu Golești,  se lucra ca și în celelalte zone din țară în casă, unde țesutul la război și brodarea manuală erau meșteșuguri necesare traiului zilnic .

## Economie

### Generalități
Pe teritoriul comunei există zăcăminte de lignit de vârstă daciană. Exploatarea lor a început la  sfârșitul secolului al-XIX-lea cu mine particulare care reușeau o producție mai mare de 120 tone pe an. În perioada comunistă, după naționalizarea din anul 1948 care a comasat întreaga producție în "Trustul minier Câmpulung", s-au adus modificări serioase în tehnologie care au condus  la creșterea productivității.
Pentru o perioadă de câțiva zeci de ani, numeroși locuitori au lucrat la fabrici din afara comunei: Fabrica de hârtie din Câmpulung care a devenit ulterior ARO, Fabricile de var Alimănișteanu în prezent HOLCIM  S.A ., Combinatul de fibre sintetice din Câmpulung , Uzina de Autoturisme Colibași ș.a.
După schimbările politice și economice survenite în decembrie 1989 și în Schitu Golești ca și în toată țara au apărut societăți comerciale.  În anul 2014, în comună existau 47 de asemenea unități economice .
Calea ferată ce traversează comuna de la nord la sud (Gara Lăzărești, în trecut gara Furnicoși) a înlesnit transportul de persoane de la un capăt la altul al comunei dar a făcut și legătura cu Câmpulungul iar prin el cu marile rute din țară .  

### Industria minieră
Dezvoltarea economică a țării a dus la începutul secolului al-XX-lea la creșterea necesarului  de cărbune atât din partea căilor ferate, cât și ca urmare a apariției unor noi societăți industriale.
În Schitul Golești s-a înființat la 29 octombrie 1921 Cooperativa Minieră Cărbunele pe acțiuni, care-și folosea capitalul social subscris de 200 000 lei în vederea extragerii cărbunelui din minele concesionate și negocierii lui pe piață. De exemplu, a concesionat mina Progresul din Godeni, care era proprietatea locuitorilor din comună. Aceeași societate a exploatat și mina Aninoasa din comuna cu același nume între 1927-1930 de pe o suprafață de 229 ha, pe care o cumpărase în anul 1931.
Societatea  înființată în anul 1925 la Schitu Golești cu scopul extragerii cărbunelui din comuna Godeni a primit numele Combustibilul . Capitalul ei social era la vremea respectivă de 3 000 000 de lei. De pe o suprafață concesionată de 125 ha în anul 1937 producția a fost de  5561 tone.  La 12 decembrie 1942,  această societate a fost încorporată prin fuziune în societatea Concordia.
O altă societate, numită Schitu Golești, apărută în anul 1930, exploata minele din comuna Poienari .
La 23 octombrie 1938 prin fuzionarea Societății Concordia cu societățile Lignitul și Schitu Golești s-a creat secția Cărbuni a Departamentului Electrica, departament care furniza ¾ din producție către București.
Cele 2870 ha de terenuri carbonifere ale secției cuprindeau  minele de la Pescăreasa, Jidava,  Grădiștea,  Jugur-Bărăția, Godeni, Bătaia și 2 uzine electrice, o uzină termoelectrică, instalații electrice și teleferic, vehicule, animale, grajduri  .
Cărbunele exploatat conținea 34 % apă și avea putere calorică de 3400 de calorii iar prin operația ulterioară de deshidratare care scădea conținutul de apă la 14-16%, puterea sa calorică ajungea la 4900 de calorii .
Pentru sporirea productivității s-a achiziționat o  linie decauville de 7 km cu trei locomotive și  640 de vagonete și un siloz cu o capacitate de 300 de tone.
Pe șantiere lucrau între 1100 și 1200 lucrători, în mină și la exterior, care erau agricultori din satele apropiate sau din județul  Dâmbovița. Ei veneau la lucru mai ales iarna când nu participau la muncile agricole .
Beneficiul net al Societății de cărbuni în 1939 a fost de 7 184 000 lei, în 1940 de 3 820 000 lei și în anul 1941 de 3 500 000 lei, în acest an ajungând la export 2010 tone lignit ameliorat în Elveția .
Necesarul de lemne pentru susținerea galeriilor și pentru încălzit era procurat din pădurea Ciomăgești-Dâmbovița și de la Calafat-Dolj deoarece rezervele din preajmă erau epuizate . 
În timpul celui de-al doilea război mondial, în urma Ordinului Marelui Stat Major din luna mai a anului 1941, departamentul a fost militarizat fiind condus de un comandant militar care raporta la Corpul  I de Armată .
În ciuda condițiilor sociale și politice aspre, minerii și funcționarii organizau spectacole de teatru într-o sală de spectacole cu o capacitate de 300 de persoane, excursii  în diferite locuri turistice și au înființat un cor compus din 30 de persoane dar și echipe de fotbal și de volei care activau pe un teren de sport în suprafață de 300 m2 . 
Pentru cele 55 de familii care locuiau în colonie, funcționau  24 de dușuri, o infirmerie și 2 biblioteci care dețineau 800 de volume . 
Impedimentele de ordin financiar erau și mai mari decât înainte de război, întrucât angajații erau obligați să plătească explozibilul al cărui preț crescuse cu 150%, prețul la cărbune a scăzut iar salariații erau mai slab plătiți decât înainte .
Deoarece majoritatea bărbaților fusese concentrată pe front au fost angajate femei și fete numărul acestora ajungând la 78 în anul 1942 . 
Această soluție nefiind suficientă,  s-a apelat la  Marele Stat Major pentru repartizarea a minim 120 de prizonieri ruși care urmau să ajute la manevrarea vagonetelor pentru un salariu de 4000 de lei pe lună, din care li se rețineau banii pentru  îmbrăcăminte și încălțăminte .
Medicul șef al Oficiului Asigurărilor Sociale din Câmpulung îi vizita pentru a le urmări starea de sănătate, așa cum s-a întâmplat  la 6 aprilie 1943 când a concluzionat că  prizonierii  aveau locuințe bune erau curați și fără paraziți 
Această situație a existat până la schimbarea politicii din  august 1944, când s-a renunțat la folosirea prizonierilor ruși.
Pentru prevenirea urmărilor unor posibile atacuri armate au funcționat  până la sfârșitul  lunii iunie a anului 1943 două pichete de incendiu iar de la 1 iulie Serviciu permanent de pompieri, la Centrala Schitu Golești .
Departamentul minier prin ordinul Marelui Stat Major nr. 92388 din 1943 a fost păzit de o gardă militară alcătuită din 24 de militari care putea fi suplimentată la nevoie cu o gardă compusă din 10 oameni și un plutonier de la Corpul Teritorial Mușcel .
Arhiva Centralei Societății Concordia inclusiv a celor două departamente, Minier și Electrica, a fost pusă la adăpost din calea bombardamentelor aliate din luna mai 1944 prin adăpostirea în minele de la Schitu Golești . 
O altă implicare a minerilor în perioada grea a războiului a constat în trimiterea la București a 10 mineri care au lucrat la crearea de adăposturi pentru populație .
Cărbunele brut a fost exploatat după terminarea celui de-al doilea război mondial în alte condiții politice determinate de naționalizarea din 11 iunie 1948 .
În perioada comunistă creșterea producției a fost posibilă doar ca urmare a unor  investiții suplimentare constând în  mașini moderne de extracție, puțuri betonate și o modernă metodă de acumulare și evacuare a apelor din mine .
Întregul  bazin carbonifer Schitu Golești care se desfășoară de la  vest cu mina Slănic, până la  Boteni în est, a dat o producție  de 2 754 000 tone  în anul 1988.
Schitu-Golești a dispus de o școală de ucenici unde, 13 cadre profesorale se ocupau de formarea lor ca viitori mineri în cadrul departamentului. Dintre măsurile menite să asigure condiții de formare și învățare, făceau parte masa gratuită și lapte pentru consum .

### Agricultura
De-a lungul secolelor, țăranii și-au constituit așezările acolo unde au avut condiții prielnice pentru construirea locuințelor, creșterea animalelor și realizarea culturilor necesare.
Inițial, pământul a fost păstrat în familie, unde a fost transmis din tată în fiu, iar cu timpul, datorită creșterii populației, parcelele s-au micșorat.
După cel de-al doilea război mondial, și înființarea C.A.P.- ul, și în comuna Schitu Golești proprietarii și-au pierdut averile în avantajul proprietății comune până la schimbările politice din anul  1989 când suprafețele de teren au revenit proprietarilor de drept.
În anul 2014, terenul agricol măsura 1103 ha din care 337 ha teren arabil. Suprafețele de livezi au fost parțial defrișate datorită depășirii perioadei de producție.
Solul și clima au favorizat plantarea cu preponderență a porumbului, cartofilor, legumelor și fructelor. În ultima perioadă însă, producția agricolă a cunoscut scăderi semnificative ca urmare a  factorilor climatici și a îngrășămintelor chimice dăunătoare pe termen lung ca și a  irigațiilor inexistente. Cea mai bine reprezentată este producția de fructe care a înregistrat creșteri atât pentru necesarul din gospodărie unde sunt prelucrate în diverse moduri cât și pentru vânzare.
Pășunile și  fânețele naturale au favorizat creșterea animalelor: bovine, ovine, oi, porci și păsări. Multiplele transformări socio-economice apărute în România după anul 1989 au condus la diminuarea numărului de animale domestice: dacă în anul 1995 existau 1050 de bovine,  820 de ovine și 1020 de porcine, în anul 2000 mai erau 700 de bovine, respectiv 683 de ovine și 600 de porcine . 